# 索拉纳德洛斯瓦罗斯
索拉纳德洛斯瓦罗斯，是西班牙埃斯特雷马杜拉巴达霍斯省的一个市镇。总面积65平方公里，总人口2792人（2001年），人口密度43人/平方公里。